# Burg Twiste
Die Burg Twiste ist eine abgegangene kleine Niederungsburg in der Gemarkung von Twiste, einem Ortsteil der Gemeinde Twistetal im nordhessischen Landkreis Waldeck-Frankenberg. Keinerlei bauliche Reste sind erhalten, und die genaue Lage der Burg, auf dem Nordufer der Twiste in der Nähe der Kirche, ist nicht bekannt; die Koordinatenangaben sind ungefähr.

## Geschichte
Vorläufer der Burg war ein bereits um 1140 erwähntes befestigtes Steinhaus, eine Kemenate, der Abtei Corvey, das spätestens 1335 als Kern eines corveyschen Amtshofes mit einer Meierei im Lehnsbesitz des Bodo von Horhusen war. Johann von Horhusen verkaufte das Anwesen mitsamt der dortigen Mühle, mit Einwilligung der Abtei, im Jahre 1440 an Werner von Sunreke (Sunrich) und dessen Frau Guste, und von diesen kaufte es im Jahre 1450 der hessische Landgraf Ludwig I. für 1100 rheinische Gulden. Am 30. September 1455, als Graf Otto III. von Waldeck-Landau und dessen Sohn Otto IV. vor einem Schiedsgericht auf alle Erbschaftsansprüche auf die vom Landgrafen nach dem Tod des letzten Ziegenhainer Grafen Johann II. besetzten Grafschaften Ziegenhain und Nidda und auf Burg und Herrschaft Lißberg verzichteten, überließ er den beiden als Abfindung Burg, Amtshof und Mühle, zahlte ihnen 1000 Gulden, lieh ihnen weitere 1000 Gulden und verpflichtete sich zu zusätzlichen jährlichen Geldzahlungen. Laut Varnhagen war das eigentliche Dorf Twiste nicht Teil dieses Handels, da es bereits seit längerer Zeit zum waldeckischen Amt Mengeringhausen gehörte, und auch der „Schäferhof“, ein großes zehntfreies Gut am Südufer der Twiste, habe schon lange den Grafen gehört.
Graf Philipp III. von Waldeck-Eisenberg belehnte 1525 seinen Landdrosten und Bergvogt Friedrich von Twiste mit dem „Schäferhof“ und der nunmehr als Burg bezeichneten Wohnanlage. Er und seine Nachfahren bauten insbesondere den Gutsbesitz in der Folgezeit weiter aus, so dass am Südufer der Twiste der bereits 1537 als „Neuen Twiste“ bezeichnete Ortsteil um den Adelshof und sieben neu erbaute dienstpflichtige Höfe entstand.
Der letzte männliche Spross der Herren von Twiste, Leopold Friedrich von Twiste, starb im Jahre 1716. Bereits 1715 übergab er seine Besitzungen und seine Burg testamentarisch dem 1712 in den erblichen Fürstenstand erhobenen Friedrich Anton Ulrich von Waldeck und Pyrmont. Die Übernahme erfolgte im September 1715. Der „Schäferhof“ wurde in eine Meierei umgewandelt und verpachtet. Er wurde noch bis in die 1970er Jahre bewirtschaftet. Dann wurden die Wirtschaftsgebäude abgerissen und machten Platz für eine Mehrzweckhalle, das Feuerwehrhaus und einen Tennisplatz. Im ehemaligen Gutshaus befindet sich heute die Gemeindeverwaltung der Gemeinde Twistetal.

## Die Anlage
Wann die durch Gräben und Wall gesicherte kleinen Burg erbaut wurde und wie sie aussah, ist bisher nicht bekannt. Vermutlich wurde sie im 16. Jahrhundert von denen von Twiste in der Nähe der alten Kemenate als Adelssitz errichtet. Es handelte sich dabei um ein von einem Wall und von der Twiste gespeisten Wassergräben umgebenes Steinhaus.